# Prospect Creek (Jim River)
Der Prospect Creek ist ein etwa 50 km langer linker Nebenfluss des Jim River im Interior des US-Bundesstaates Alaska nördlich des Polarkreises.

## Flusslauf
Der Prospect Creek entspringt in den Kokrine-Hodzana Highlands, 62 km ostsüdöstlich von Bettles auf einer Höhe von etwa 650 m. Er fließt in überwiegend westlicher Richtung. Er bildet dabei zahlreiche Flussschlingen eingerahmt von teils verlandeten Altarmen. Bei Flusskilometer 6,7 kreuzt die Trans-Alaska-Pipeline den Flusslauf, bei Flusskilometer 6 der Dalton Highway (⊙). Der Prospect Creek mündet schließlich in den Jim River. 4,3 km nordöstlich der Mündung befindet sich die Siedlung Prospect Creek mit einer Landebahn. Der Prospect Creek entwässert ein Areal von etwa 282 km².

## Flussfauna
Im Prospect Creek kommen die Arktische Äsche, der Hecht und Coregoninae (whitefish) vor.